# Перитон

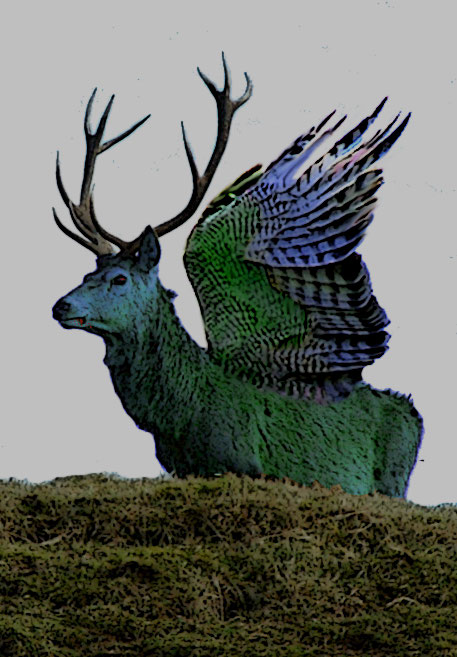

Перито́н — вымышленное существо, персонаж «Книги вымышленных существ» Хорхе Луиса Борхеса. Могучий летающий олень, сравнимый с греческим Пегасом.

## Общие сведения
Перитон, представляющий собой мифического летающего оленя, согласно «Книге вымышленных существ» Борхеса имел одну отличительную особенность — он отбрасывал человеческую тень. Благодаря этому полагали, что перитон является духом погибшего вдали от дома путешественника. Считалось, что крылатых оленей в античные времена часто видели на островах Средиземного моря, в районе Гибралтарского пролива. Считалось, что перитоны питаются людьми: всем стадом набрасывались они на растерявшихся моряков и пожирали их, при этом защитить не было способно ни одно оружие.

## Перитоны в астрономии
В честь перитонов были названы странные радиосигналы, обнаруженные радиотелескопом Паркса. Считалось, что они имеют земное происхождение, но конкретный источник сигналов был неизвестен. В начале апреля 2015 года был продемонстрирован процесс создания «перитонов» при помощи нарушения правил эксплуатации двух микроволновых печей, расположенных в обсерватории (на кухне для сотрудников и в помещении для посетителей). При определённых положениях телескопа и досрочном открытии дверцы работающей печи с вероятностью 1/2 возникал сигнал «перитон».